# Юнгфернзе
Юнгфернзе (нем. Jungfernsee — «девичье озеро») — озеро севернее города Потсдама.
Своим названием озеро обязано бенедиктинскому монастырю Святой Марии, существовавшему в Шпандау в XIII—XVI веках.
Озеро входит в систему реки Хафель, которая протекает по югу озера и образует границу Берлина с Бранденбургом. Большая часть озера отнесена к территории города Потсдама и лишь небольшой треугольник у юго-восточного берега является территорией Берлина. Озеро является частью федерального водного пути.
До 1990 года по озеру проходила государственная граница между ГДР и Западным Берлином.
В 1895 году на озере была завершена постройка комплекса причала выполненного в «драконьем стиле» архитектором Хольмом Мунте.